# Spanyolország budapesti követeinek és nagyköveteinek listája
Spanyolország 1874 óta tartott fenn konzulátust az Osztrák–Magyar Monarchia Budapestjén. A monarchia szétszakadását követően is fenntartották ezt a képviseletet, melynek dolgozói alapozták meg az önálló Magyarországgal való diplomáciai kapcsolatok felvételét és a követség létrehozását. 1945-ben a követség megszűnt, a diplomáciai kapcsolatok ismételt felvételére csak 1977-ben került sor, akkor már nagyköveti szinten. A Spanyolország budapesti követeinek és nagyköveteinek listája szócikk 1918-tól – az első Magyar Köztársaság megszületésétől – napjainkig tartalmazza a spanyol diplomáciai missziók – ma: Spanyolország budapesti nagykövetsége – vezetőinek névsorát.

## A diplomáciai misszió vezetői
| kinevezés              | megbízólevél        | visszahívás                                                              | név                                                                        | rang                                                       |
| ---------------------- | ------------------- | ------------------------------------------------------------------------ | -------------------------------------------------------------------------- | ---------------------------------------------------------- |
| 1918                   |                     | 1919 november                                                            | Antonio Suqué y Sucena                                                     | konzul                                                     |
| 1919 november 27.      |                     | 1922                                                                     | Mariano Fábregas y Sotelo                                                  | konzulként 1922-ig, de a képviseletet csak 1920-ig vezette |
| 1920                   | 1920. augusztus 24. | 1929. december 11.                                                       | Francisco Martinez de Galinsoga, Visconde de Gracia del Real (Gracia Real) | követ                                                      |
| 1930                   | 1930. március 8.    | 1931. augusztus 6.                                                       | Manuel García de Acilu y Benito                                            | követ                                                      |
| 1931                   | 1931. december 10.  | 1932. november 4.                                                        | Luis Muro y Navarro                                                        | követ                                                      |
| 1933                   | 1933. április 1.    | 1936. augusztus 12.                                                      | Carlos Arcos y Cuadra                                                      | ügyvivő, első titkár                                       |
| 1938                   | 1938. május 19.     | 1944 június (elutazása) 1945. április 18. (a magyar követség megszűnése) | Miguel Angel Muguiro Y Muguiro                                             | követ                                                      |
| 1944                   | 1944 június         | 1944 november                                                            | Ángel Sanz Briz                                                            | ideiglenes ügyvivő                                         |
| 1977 (1973-tól konzul) | 1977 április 15.    | 1980. augusztus 29.                                                      | Salvador García de Pruneda                                                 | nagykövet                                                  |
| 1980. augusztus 29.    | 1980. november 27.  | 1983. március 9.                                                         | Pedro de Churruca y Plaza                                                  | nagykövet                                                  |
| 1983. március 9.       | 1983. május 13.     | 1986. május 23.                                                          | José María Ullrich y Rojas                                                 | nagykövet                                                  |
| 1986. május 23.        | 1986. június 27.    | 1988. december 9.                                                        | Francisco Rubio García-Mina                                                | nagykövet                                                  |
| 1988. december 9.      | 1989. január 20.    | 1993. április 16.                                                        | Luis de la Torre de Andrés                                                 | nagykövet                                                  |
| 1993. április 16.      | 1993. július 5.     | 1996. október 18.                                                        | Pablo Benavides Orgaz                                                      | nagykövet                                                  |
| 1996. október 18.      | 1996. december 4.   | 2001. február 9.                                                         | Fernando Perpiña-Robert Peyra                                              | nagykövet                                                  |
| 2001. február 9.       | 2001. április 2.    | 2004. szeptember 17.                                                     | Antonio Bellver Manrique                                                   | nagykövet                                                  |
| 2004. szeptember 17.   | 2004. november 22.  | 2006. március 3.                                                         | Antonio Ortiz García                                                       | nagykövet                                                  |
| 2006. április 21.      | 2006. május 3.      | 2009. szeptember 11.                                                     | Rafael Valle Garagorri                                                     | nagykövet                                                  |
| 2009. szeptember 11.   | 2009. november 11.  | 2014. június 6.                                                          | Enrique Pastor y de Gana                                                   | nagykövet                                                  |
| 2014. június 6.        | 2014. szeptember 1. | 2018. április 6.                                                         | José Ángel López Jorrin                                                    | nagykövet                                                  |
| 2018. május 4.         | 2018. június 25.    | hivatalban                                                               | Anunciada Fernández de Córdova                                             | nagykövet                                                  |